# Lake Magog
Lake Magog är en sjö i Kanada.   Den ligger i provinsen British Columbia, i den centrala delen av landet, 3 000 km väster om huvudstaden Ottawa. Lake Magog ligger 2 136 meter över havet. Arean är 1,0 kvadratkilometer.Den sträcker sig 1,7 kilometer i nord-sydlig riktning, och 1,4 kilometer i öst-västlig riktning.
Trakten runt Lake Magog består i huvudsak av gräsmarker. Trakten runt Lake Magog är nära nog obefolkad, med mindre än två invånare per kvadratkilometer.